# 6161/6162次列车

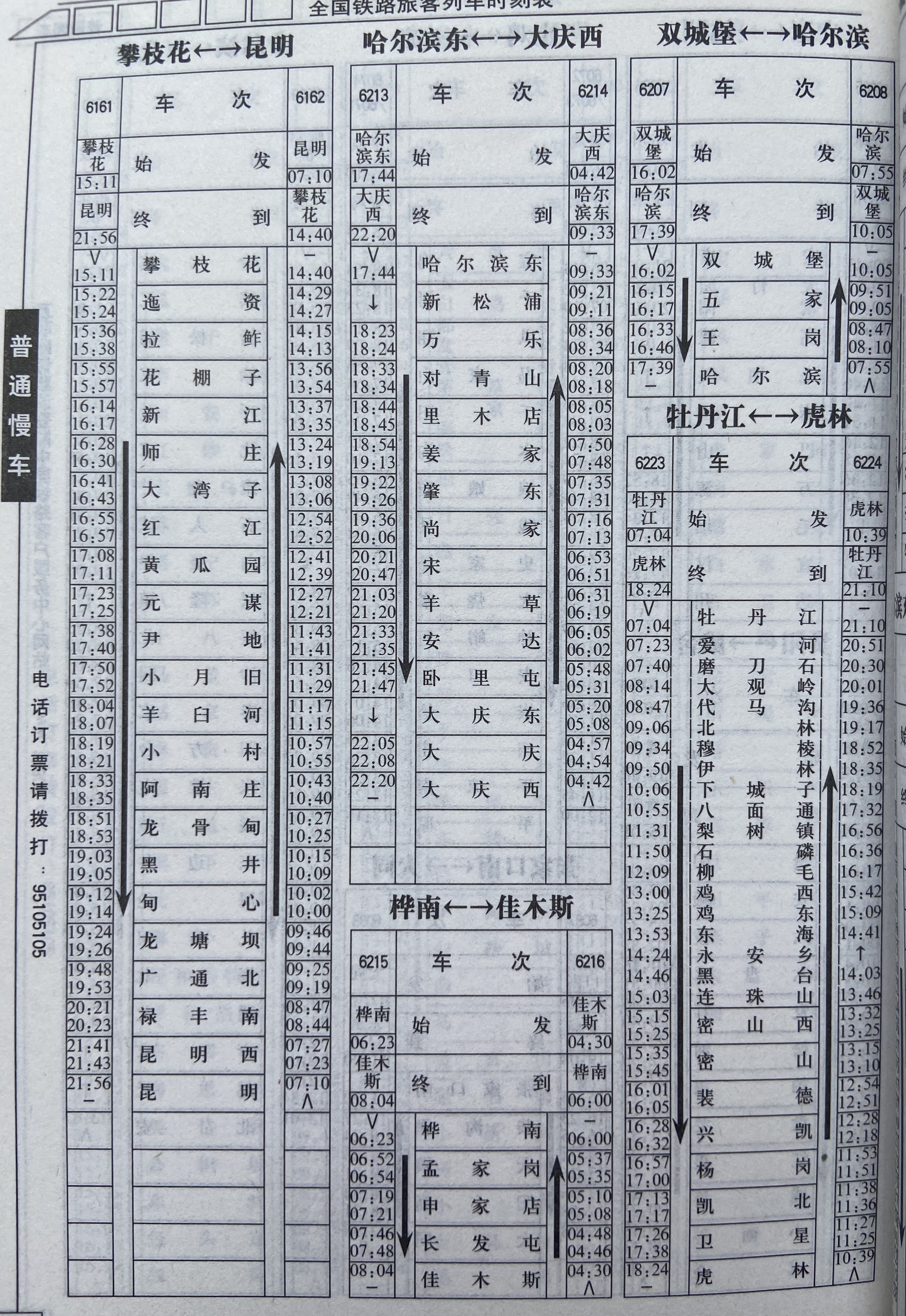
6161/2次列车时刻表（左，2015年7月）

6161/2次列车是曾经运行于四川省攀枝花至云南省昆明间的普通旅客慢车，由昆明铁路局昆明客运段负责客运任务，列车使用25B型客车，全程沿成昆铁路运行，全程351公里，途经四川、云南两省。其中攀枝花站至昆明站运行6小时45分，使用车次为6161次；昆明站至攀枝花站运行7小时30分，使用车次为6162次。
自2020年5月25日起，花棚子站至黄瓜园站段因乌东德水电站蓄水区而关闭，列车缩短运行区间，改为元谋西站到发，车次亦改为昆明局管内的7466/5次列车。